# IC 5310
IC 5310 — галактика типу E (еліптична галактика) у сузір'ї Водолій.
Цей об'єкт міститься в оригінальній редакції індексного каталогу.